# G2 - Mortal Conquest
G2 - Mortal Conquest è un film del 1999 diretto da Nick Rotundo, con protagonista Daniel Bernhardt.